# Андрос (дим)
Андрос (греч. Δήμος Άνδρου) — община в Греции. Относится к периферии Южные Эгейские острова. Включает одноимённый остров. Административный центр — одноимённый малый город. На муниципальных выборах 2019 года димархом избран Димитриос Лоцарис (Δημήτριος Λοτσάρης). Площадь 380,041 км². Население 9221 человек по переписи 2011 года.

## История
Община была создана в 1835 году (ΦΕΚ 4Α) после основания королевства Греция (1832). В 1912 году (ΦΕΚ 261Α) община была упразднена. В 1948 году (ΦΕΚ 203Α) вновь создана. По программе «Калликратис» в 2010 году  (ΦΕΚ 87Α) к общине присоединены упразднённые общины Кортион и Идруса.